# Mormonia hetaera
Mormonia hetaera là một loài bướm đêm trong họ Noctuidae.